# Brigade Lötzen
Die Brigade Lötzen war eine Brigade der Wehrmacht, welche zu Beginn des Zweiten Weltkriegs aufgestellt wurde.

## Geschichte
Die Brigade Lötzen wurde am 16. August 1939 aus dem Kommandanten der Festung Lötzen durch den Wehrkreis I aufgestellt. Die Unterstellung erfolgte unter die 3. Armee und wurde dort gemeinsam mit der Brigade Goldap für den Überfall auf Polen der Gruppe Brand zugewiesen.
Die Brigade Lötzen war folgendermaßen ausgerüstet:
- über 8300 Mann
- 36 10,5-cm Feldhaubitzen
- 8 7,5-cm Infanteriegeschütze
- 48 3,7-cm PaK
- knapp 300 Fahrzeuge

Die Brigade Lötzen wurde beim Überfall auf Polen eingesetzt.
Am 1. November 1939 wurde die Brigade Lötzen aufgelöst und in die 311. Infanterie-Division eingegliedert.
Kommandeur war Generalmajor Otto Ottenbacher, welcher auch Kommandant der Festung Lötzen war.

## Gliederung
- Landwehr-Infanterie-Regiment 161 (vier Bataillone)
- Landwehr-Infanterie-Regiment 162 (vier Bataillone)
- Landwehr-Artillerie-Regiment 161 (drei Bataillone)
- Landwehr-Pionier-Bataillon 161
- Landwehr-Aufklärungs-Schwadron 161
- Landwehr-Versorgungs-Einheiten 161